# إتويل كاروغ
نادي إتويل كاروغ لكرة القدم (بالفرنسية: Étoile Carouge FC)‏ نادي كرة قدم سويسري يلعب في دوري الدرجة الأولى . تم تأسيس النادي في سنة 1904 .